# セリオン (秋田市)
セリオン (SELION) は、秋田県秋田市土崎港の秋田港にあるタワー、およびタワーを含む施設群である。タワーの正式名称は秋田市ポートタワー。本項ではタワーを指して「セリオン」の名称を用い、周辺の施設やスポットについても併せて記述する。
セリオンを含む施設群は道の駅あきた港として道の駅、みなとオアシスあきたとしてみなとオアシスに登録されている。

## 概要
全高143メートル、展望室（無料）の高さは100メートル。6,272枚の強化ガラスで囲まれたガラスタワーで、展望室からは日本海や寒風山をはじめとする男鹿半島の山並みのほか、秋田市街や太平山、鳥海の山々を望む事ができる観光スポットである。また日本海に沈む夕日も一望できる。
夜間はイルミネーションが点灯がされ、時期によって色が変更される。たとえば、2008年6月には植樹祭のPRのため、緑を基調とした光が点灯された。
1・2階は貸し店舗・貸しホール。エレベーターで昇って高層階は5階（第26層、100メートル）が展望室、4階（第25層、96メートル）がスカイラウンジ（飲食店舗）、3階（第24層、93メートル）がギャラリー。
「セリオン」(SELION) の名称は公募（全国から約6,300件）で選ばれたもので、“sea” と “pavilion” の合成語である。
セリオンに隣接して、ガラス張りの屋内緑地の癒し空間である「セリオンリスタ」、多目的ホール・休憩施設の「秋田港振興センター」（セリオンプラザ）がある。また、港湾通をはさんで向かい側に商業施設「秋田ベイパラダイス」がある。
2023年（令和5年）10月27日、横手市・仙北市・男鹿市・鹿角市と共に県内初となる『ポケットモンスター』のキャラクターがデザインがされたマンホールの蓋「ポケふた」がセリオン入口付近に設置された。セリオンに設置されたものは秋田犬をテーマとしており、イワンコやガーディがデザインされている。

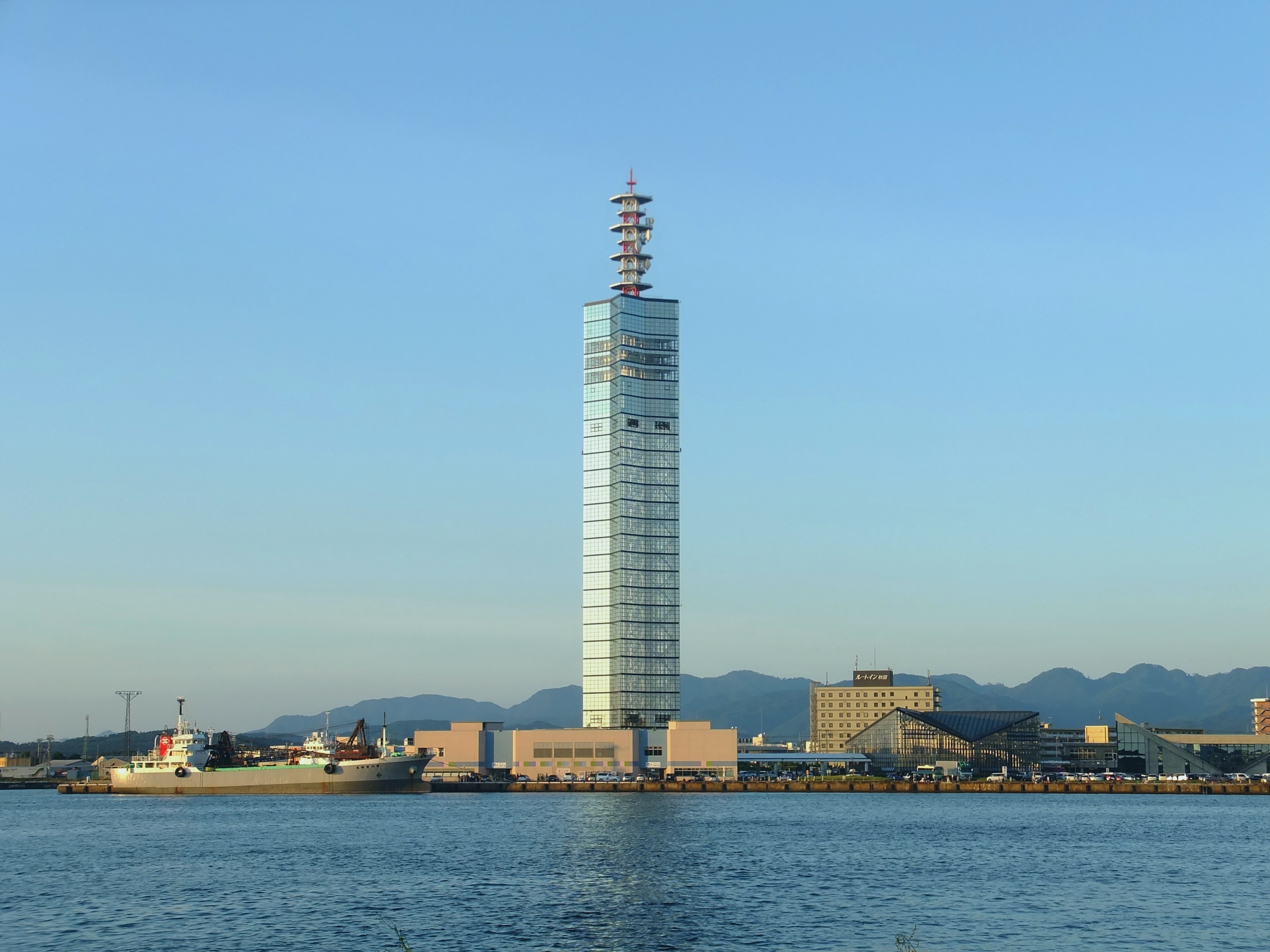
秋田運河の対岸から望むセリオンの施設全景
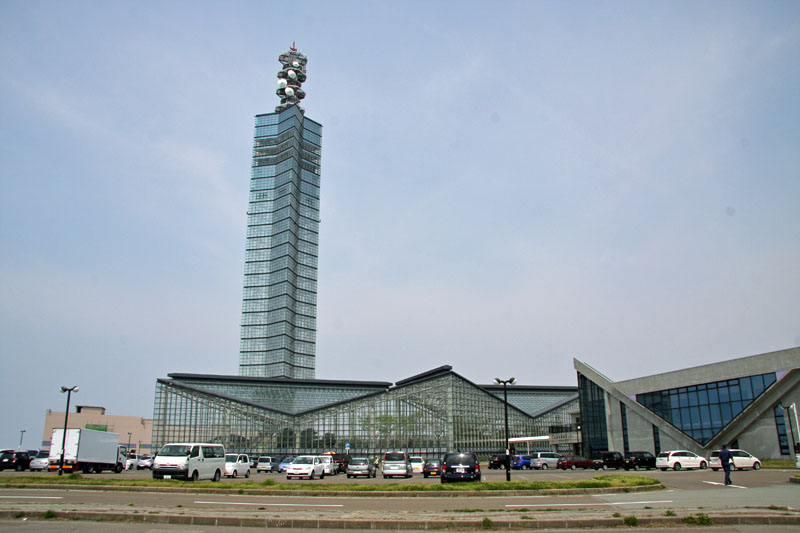
セリオンの全景。タワーの下のガラス張りの建物がセリオンリスタ、右側の建物がセリオンプラザ
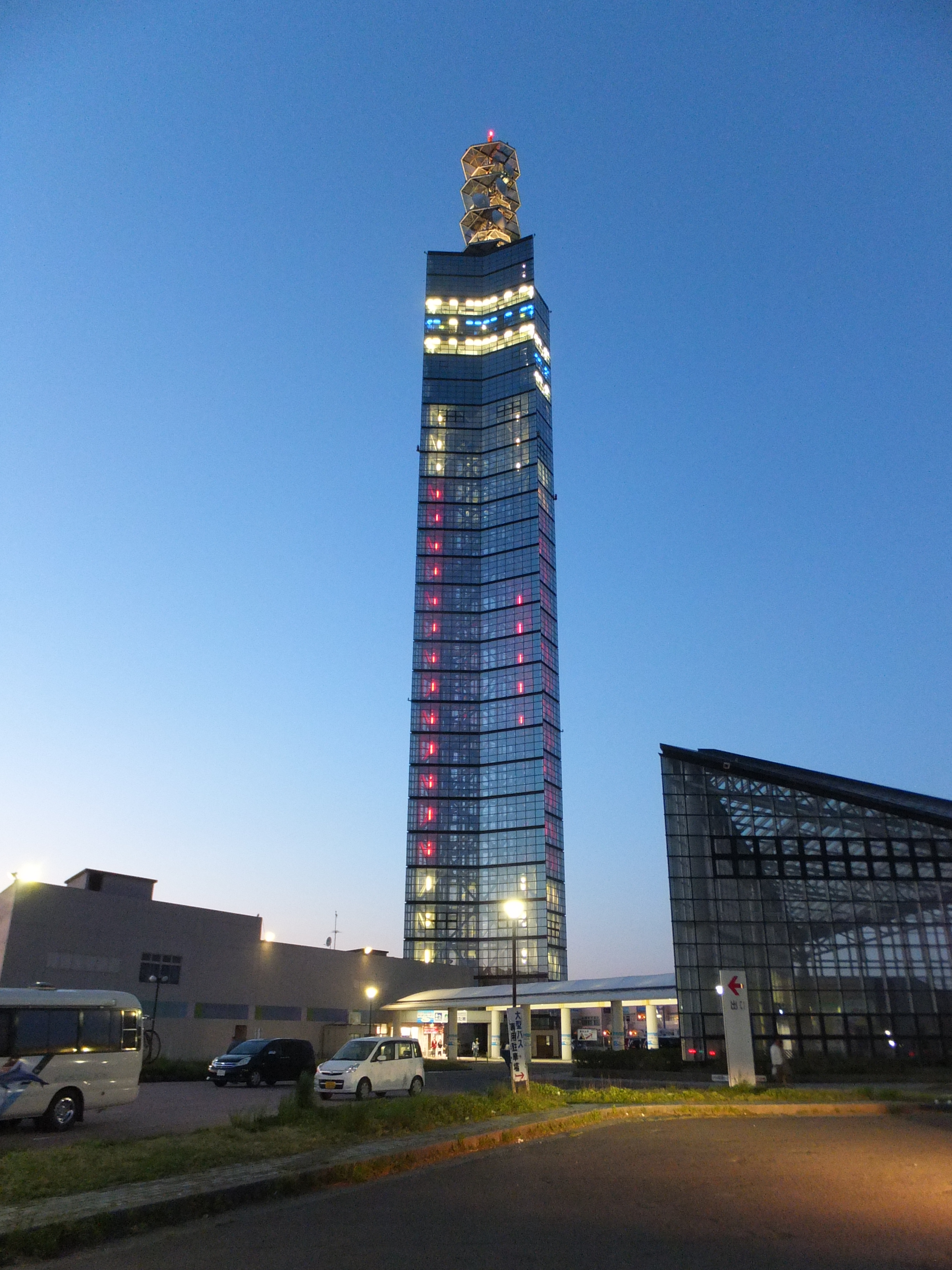
イルミネーション点灯時
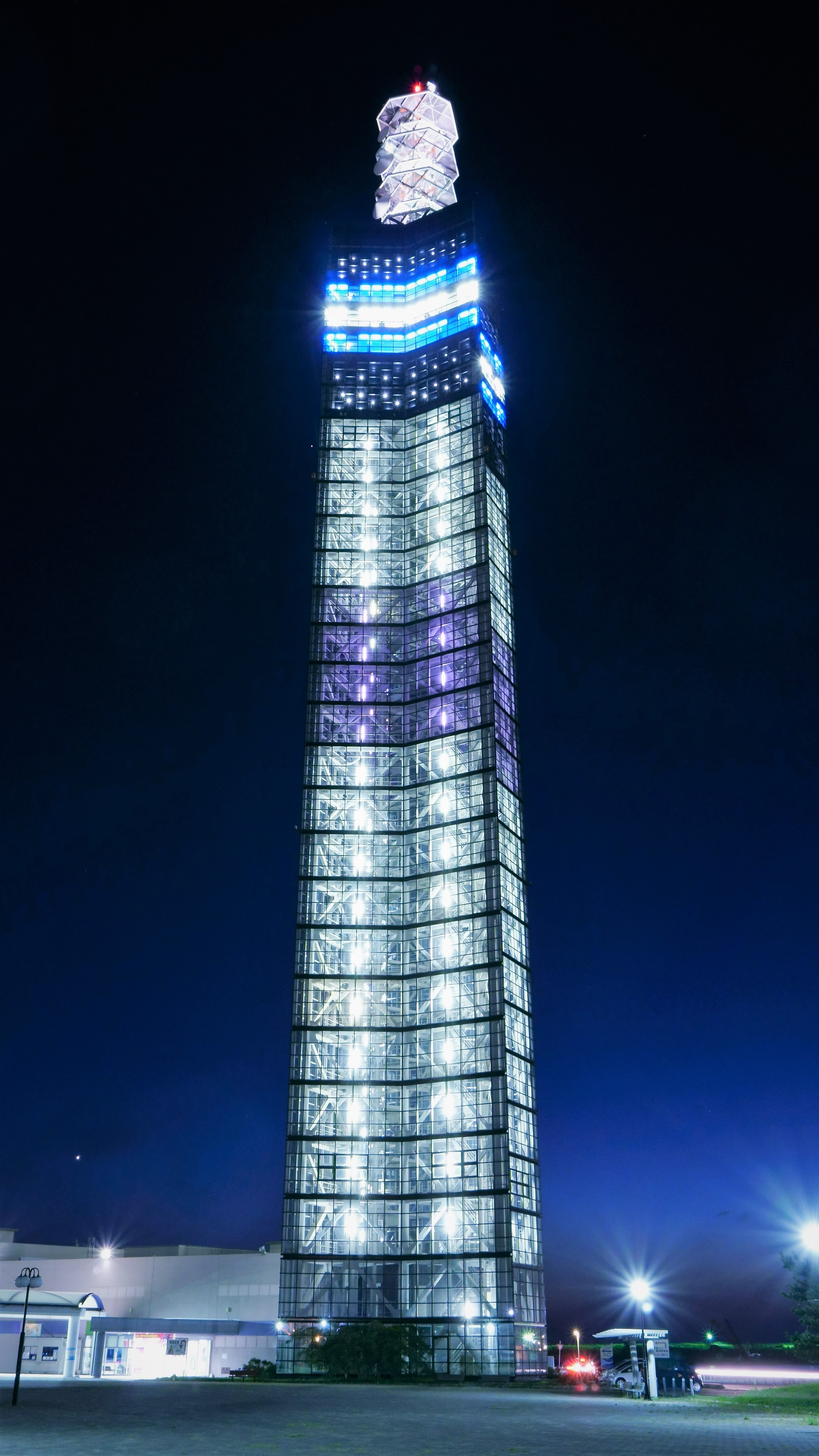
イルミネーション点灯時
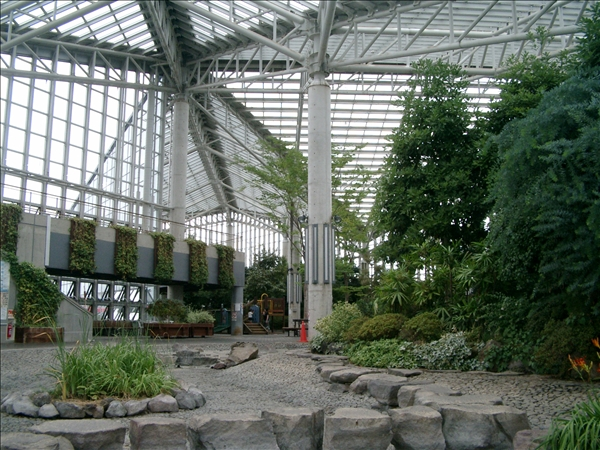
ガラス張り屋内緑地空間「セリオンリスタ」
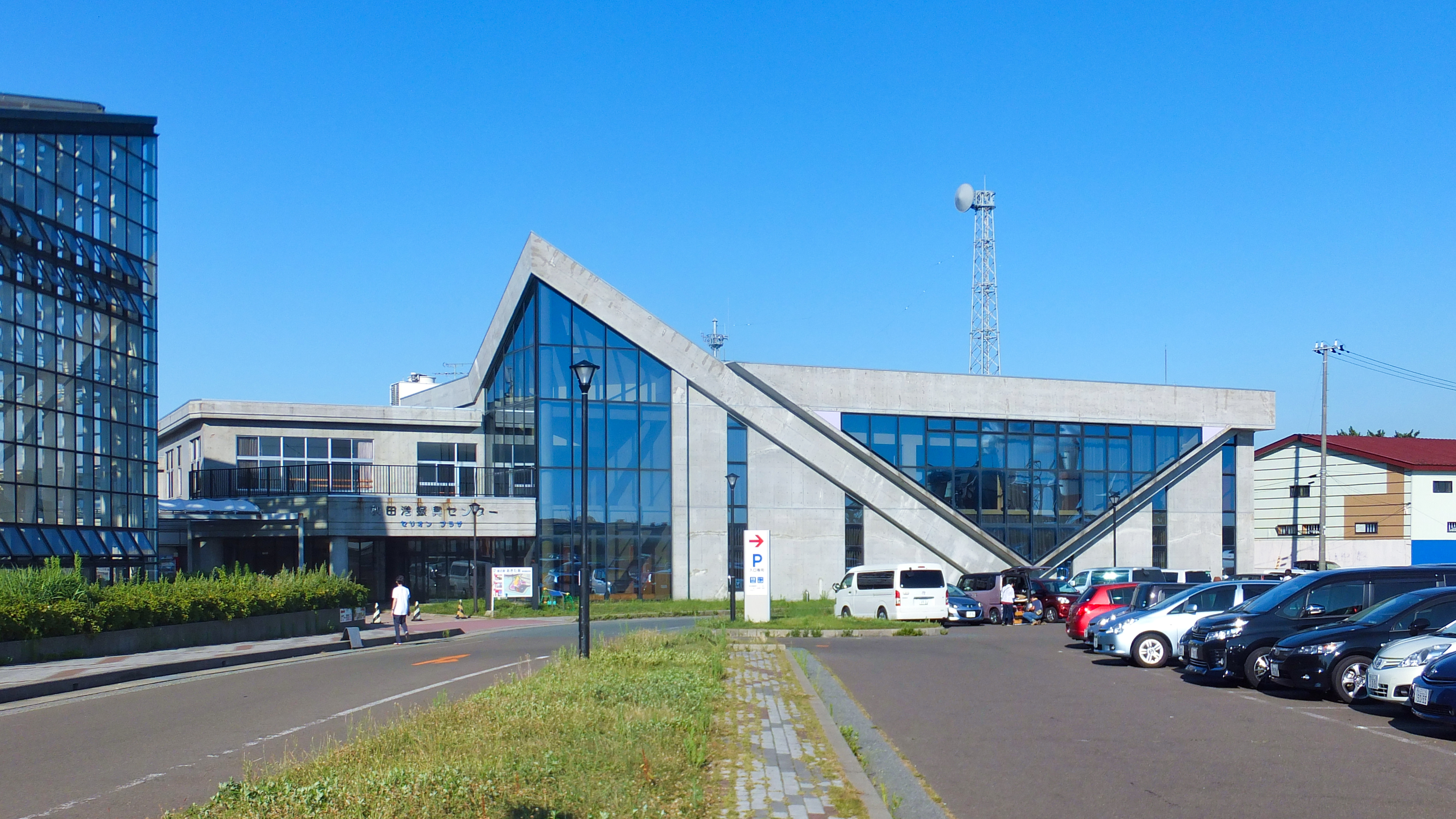
秋田港振興センター「セリオンプラザ」
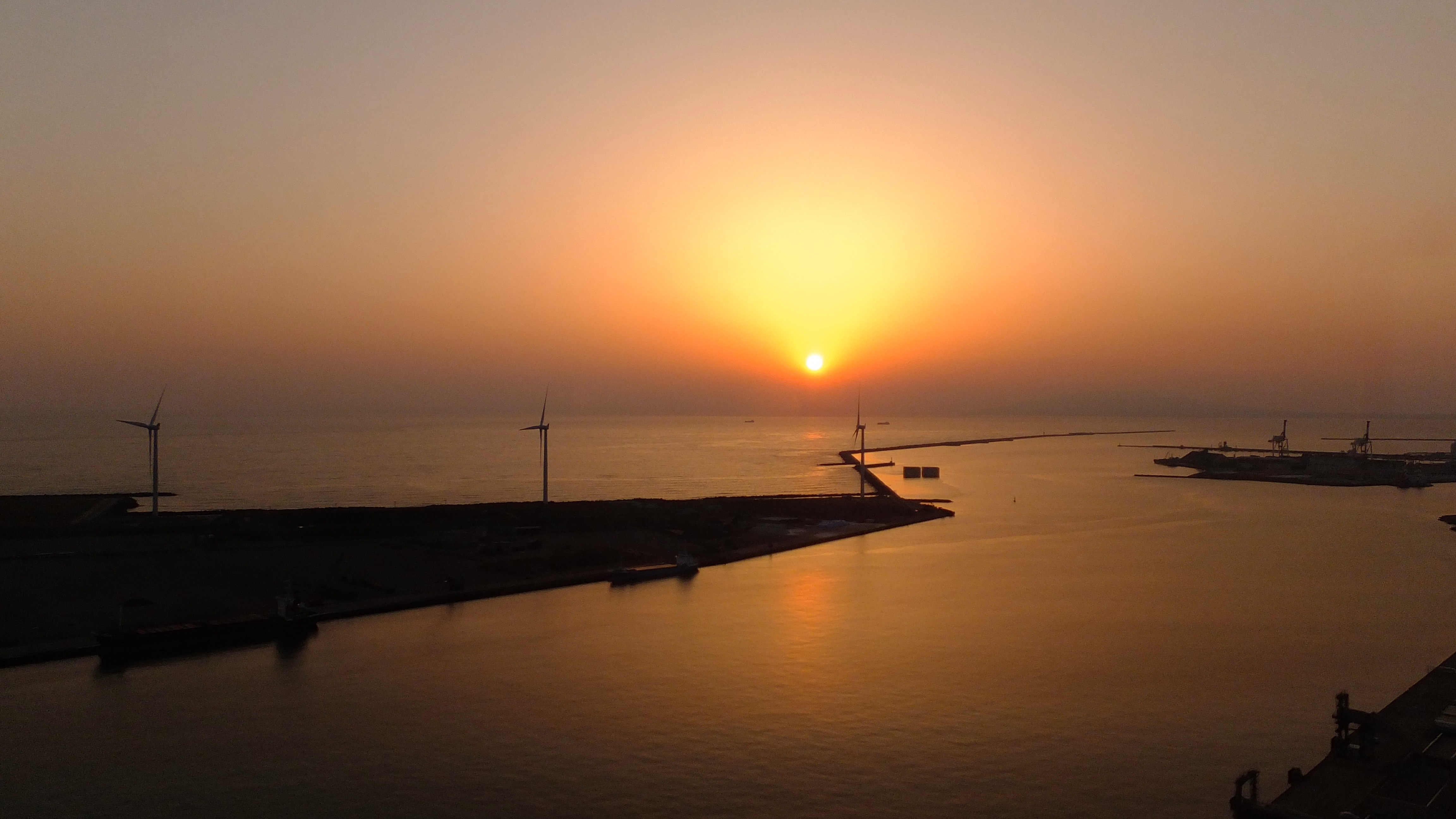
展望台から日本海に沈む夕日を望む
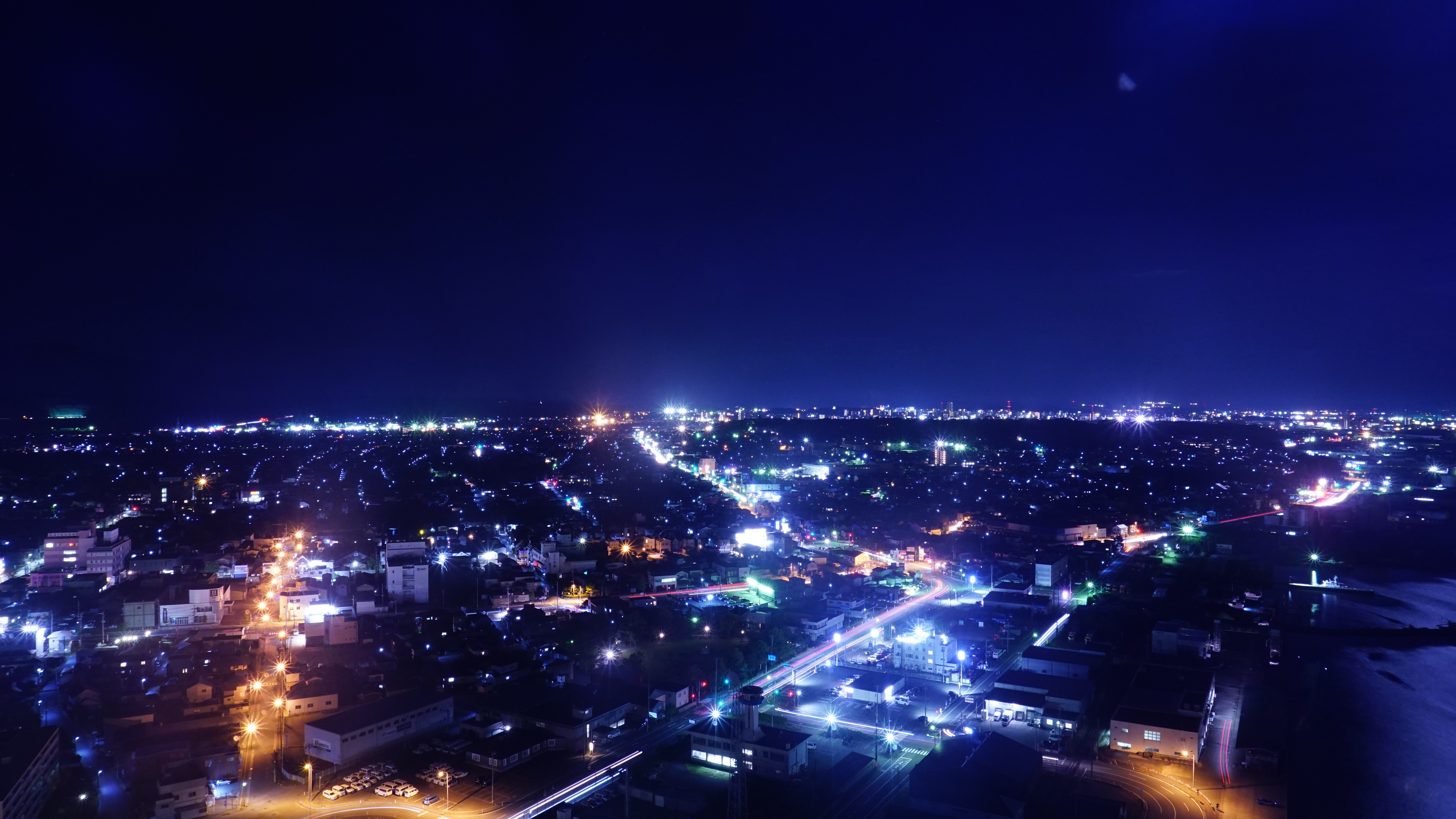
展望台からの夜景

## 道の駅・みなとオアシス
セリオン、セリオンプラザ、セリオンリスタの3施設は、道の駅あきた港として道の駅、みなとオアシスあきたとしてみなとオアシスに登録されている。道の駅の登録上の路線名は国道7号であるが、実際には秋田県臨港道路13号線（港湾通）の沿線上にある。

### 施設
- 駐車場[17]
  - 普通車：191台
  - 大型車：5台
  - 身障者用：3台
- トイレ（24時間利用可能）
  - 男：大4器、小8器
  - 女：12器
  - 身障者用：1器
  - 小児用：3器
- 公衆電話：1台
- 無料休憩コーナー
- 情報コーナー
- 地場産品展示販売コーナー・レストラン
- 自動販売機コーナー
- イベント広場
- 多目的ホール
- 鑑賞温室
- 公園
- 展望台

### 休館日
- なし（年中無休）
- イベント広場、多目的ホールは年末年始

### アクセス
- 国道7号 - 登録路線
  - 国道101号・国道285号・秋田県道56号秋田天王線（国道7号重複区間）
- 秋田県臨港道路13号線（港湾通） - 接続する路線
- 秋田県道25号秋田港線 - 至近路線

## 恋人の聖地
セリオンなどは、NPO法人地域活性化支援センター（静岡県）により秋田県初の「恋人の聖地」として認定されている土崎湊町恋のまちのデートコースであったが、現在は登録解除されている。
恋人の聖地プロジェクト公式サイトでは、デートスポットとして、セリオン、「結び石」、ベイパラダイス、セリオンリスタなどを紹介していた。ベイパラダイスはセリオンから港湾通を挟んで向かいにあり、結び石はベイパラダイス正面出入口から出て左に約20メートルの場所にある（階段を上る）。屋上にはハートのモニュメント「キューピットの矢」があり、実際にその場所に行けるほか、セリオンの展望室から見下ろすこともできる。結び石は男鹿石を使用して作られたもので、その側面には貫通した穴があり、穴の中央に赤い石がある。穴の両側から恋人がそれぞれ手を入れて手を結び、2人の恋のこれからの縁を願うものとされる。表側には「恋人の聖地」選定委員の桂由美（ファッションデザイナー）の名前とともに認定文が彫られたプレートがはめ込まれている。認定文の内容は以下の通り。
なお、結び石の前にはベンチがいくつか設置されており、港やセリオンを眺めながら休憩できるようになっている。
土崎港地区の住民の苗字には、越前谷・越前屋・越中谷・越中屋・越後谷・越後屋・加賀谷・加賀屋・播磨谷・播磨屋・近江谷・能登谷・佐渡谷・丹後谷・三国谷など他の地方から集まったことを表すものが多く、それが縁結びの地である所以の1つとされる。

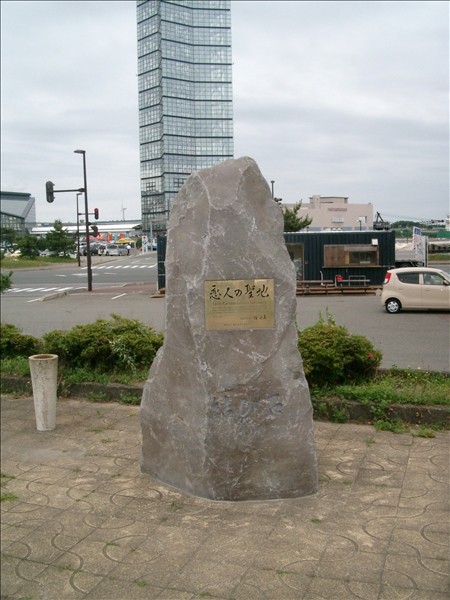
結び石（ベイパラダイス正面を出て左）
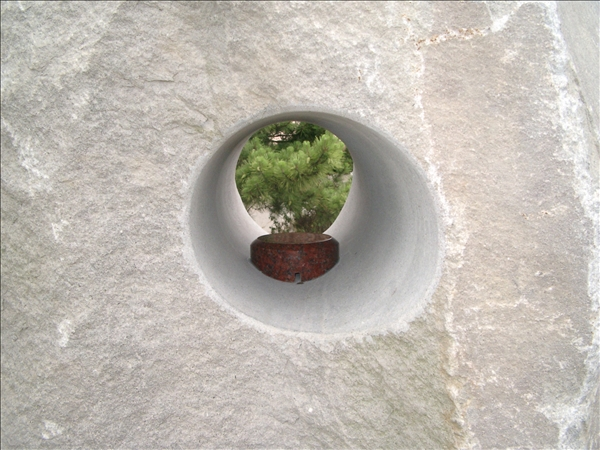
結び石側面の穴（恋人が手を結ぶためのものとされる）
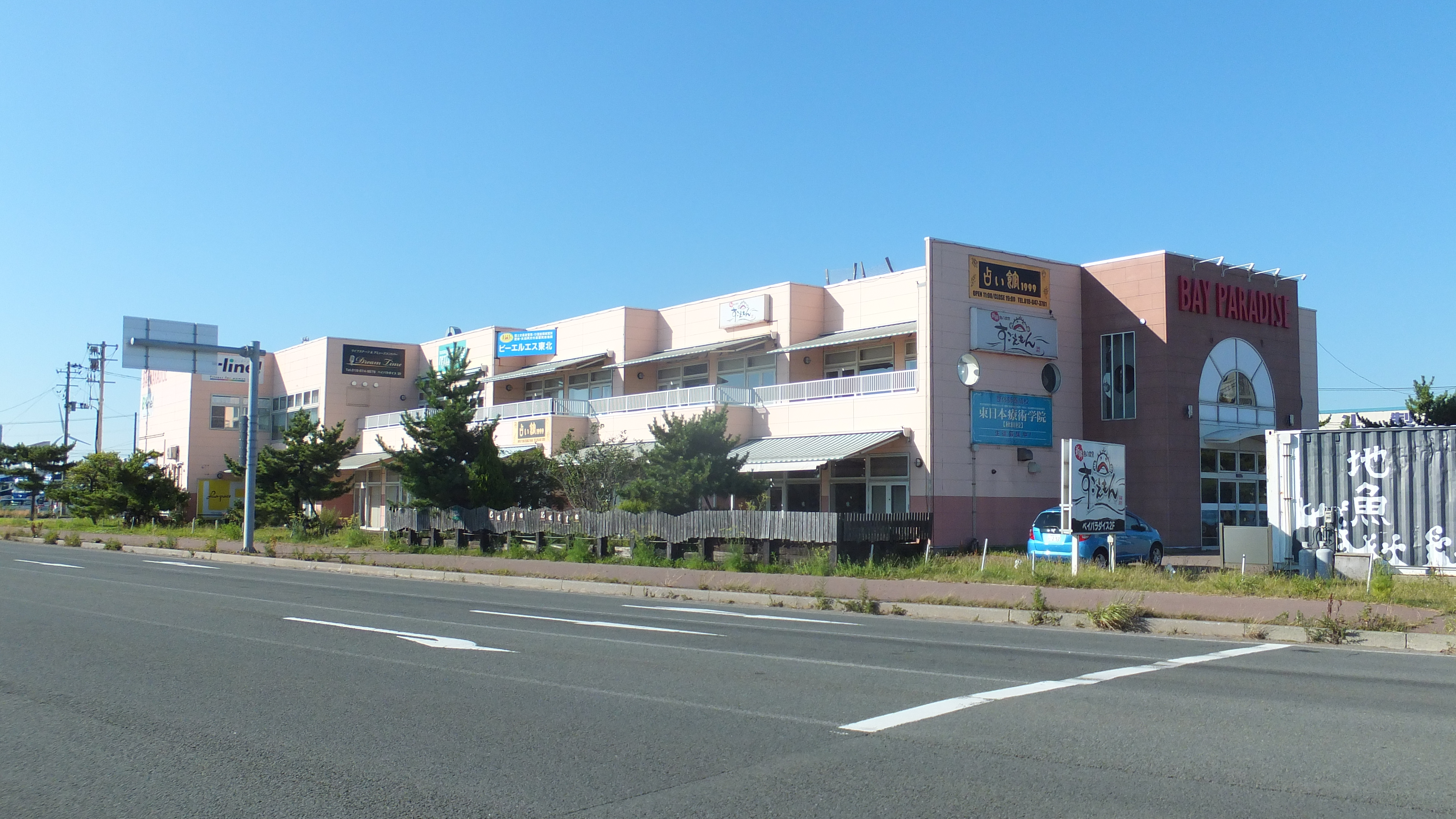
ベイパラダイス（セリオンから港湾通を挟んで向かい）

## 沿革
- 1985年（昭和60年） - 運輸省が「ポートルネッサンス構想」を提唱[20]（1986年度、秋田県主体で同計画調査[20]。1987年度、秋田市が同事業実施計画策定[20]）。
- 1989年（平成元年）7月10日 - 第三セクター「ポート秋田株式会社」設立[1][21][22]。
- 1992年（平成4年）2月 - タワー建設着手（1994年2月竣工）[1]。
- 1994年（平成6年）
  - 4月8日 - 「秋田ポートタワー」としてオープン[5]。
  - 5月28日 - 展望室累計入場者数10万人突破[23]。
  - 11月9日 - 展望室累計入場者数30万人突破[24]。
- 1995年（平成7年）
  - 3月末 - 1年目（1994年度）展望室入場者数33万7437人[1][25]。
  - 4月 - ガラス張り屋内緑地「セリオンリスタ」オープン[13]。
- 1996年（平成8年）
  - 1月15日 - 展望室累計入場者数50万人突破[26]。
  - 7月20日 - 秋田港振興センター「セリオンプラザ」オープン[27]。
- 1996年度 - ポート秋田の経営悪化が表面化[1]。
- 1997年（平成9年）4月1日 - 展望室入場料金を800円から400円に変更[28]。
- 2000年（平成12年）6月19日 - 展望室累計入場者数100万人突破[29]。
- 2005年（平成17年） - 国土交通省東北地方整備局がセリオン付近一帯を「みなとオアシス」に認定[13][30]。
- 2006年（平成18年）12月27日 - 秋田市ポートタワー条例および秋田市ポートタワー条例施行規則を制定。セリオンとセリオンプラザの指定管理者を募集（指定管理期間は2007年4月1日 - 2010年3月31日）[31]。応募は4社[32]。
- 2007年（平成19年）
  - 3月末 - 2006年度展望室入場者数が過去最低の5万3873人[25]。
  - 4月1日
    - 秋田市の所有となり、「秋田市ポートタワー」に改称。指定管理者は「秋田県貿易株式会社」[33]。
    - 展望室を無料化し[34]、3階ギャラリーの文化活動の場としての提供、1階ホールでの親子連れ向けの趣向などを行い、ホール貸出料・飲食店テナント料などをおもな収益とする[25]。

  - 冬 - これ以降、時々イルミネーションの色が変更されるようになる。
- 2008年（平成20年）3月末 - 2007年度展望室入場者数が、初年度（1994年度）に次いで2位（ほぼ同数）の33万5062人[25]。
- 2010年（平成22年）
  - 3月1日 - 国土交通省道路局長から道の駅として登録[35][36]。
  - 4月1日 - 指定管理者が「東北ダイケン秋田支店」に変更[37]。
  - 7月31日 - 「道の駅あきた港」としての供用を開始[36]。
- 2011年（平成23年） - 「土崎湊町恋のまち」がNPO法人地域活性化支援センター（静岡県）により秋田県初の「恋人の聖地」に認定され、4月29日、認定記念モニュメント「結び石」の除幕式[38]。
- 2015年4月10日 - 内装のリニューアルが行われ、商業施設の売り場面積が拡大される[39]。
- 2017年（平成29年）7月1日 - 商号変更により、指定管理者が「株式会社秋田東北ダイケン」になる。
- 2019年（平成31年）4月1日 - 会社分割により、指定管理者が「株式会社秋田スパ・アンド・ドライブイン・サービス」に引継ぐ[40]。
- 2022年（令和4年）4月1日 - 会社合併により、指定管理者が「株式会社秋田東北ダイケン」になる。

## エピソード

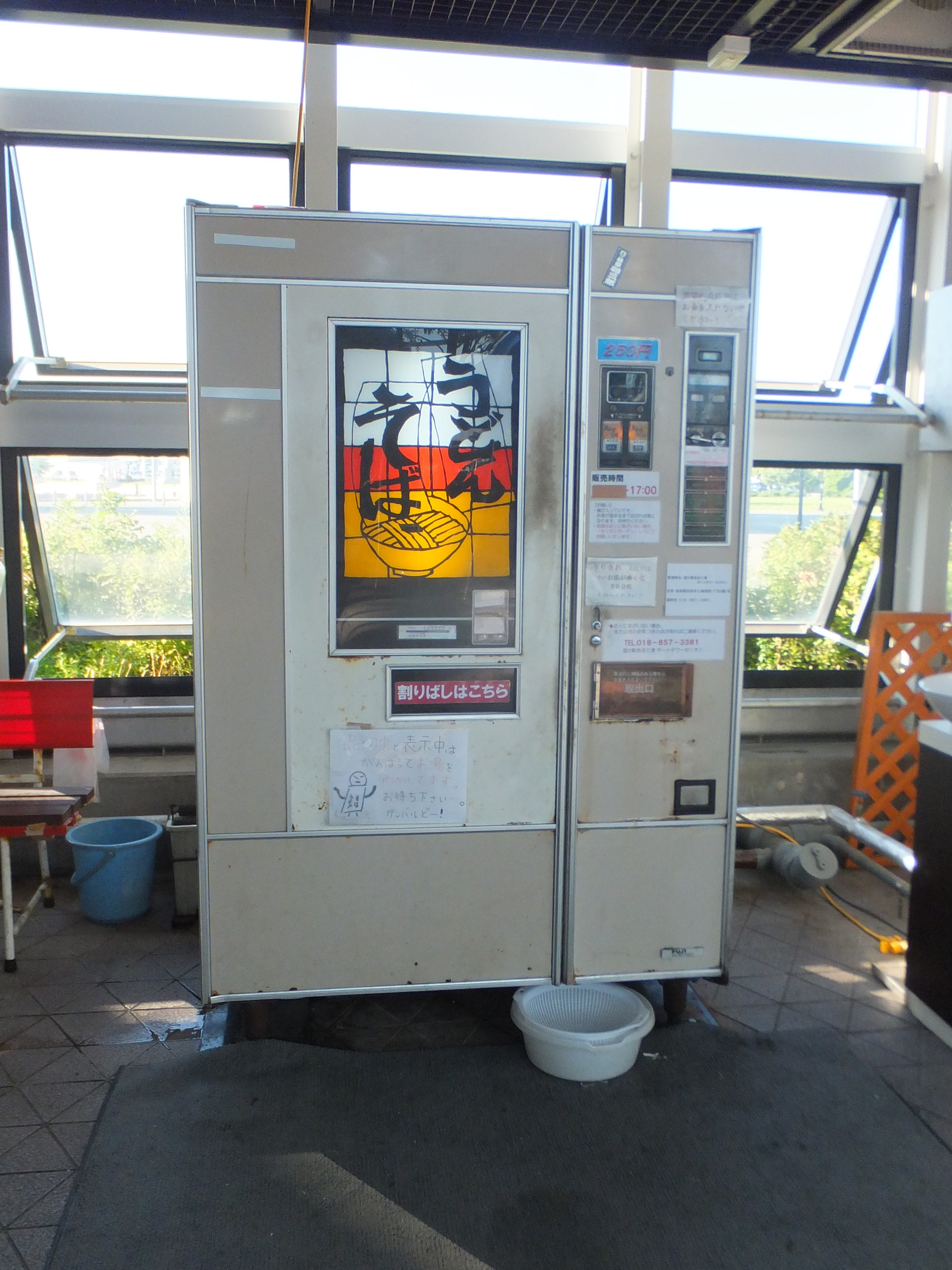
セリオンリスタ内のうどん・そば自動販売機

- セリオンリスタは、秋田放送で2007年10月 - 2008年3月に放送された『ローソンプレゼンツ 超神ネイガーVSホジナシ怪人 〜海を、山を、秋田を守れ!〜』の戦闘シーンにたびたび用いられた。
  - いずれも、ネイガーが高い土手の上に登場し、そこから飛び降りて怪物たちと闘う、というシチュエーションだが、土手を飛び降りるカットの直後にいきなりセリオンリスタの中で闘っている、というシーンとなっている。
- 1973年に佐原商店が秋田市土崎港西1丁目の県道沿いに「うどんそば自販機」を設置し、この自販機は40年以上継続して利用され全国的にも珍しいものとなっていた。2015年3月6日放送のNHK・ドキュメント72時間で紹介され[41]、2016年3月に佐原商店の社長が高齢を理由に廃業を決定した際は、全国から「撤去しないで」と要望する声が多数寄せられた[42]。そこで佐原商店と東北ダイケン秋田支店との間でうどんそば自販機の譲渡で合意し、青森県青森市の工場で補修・洗浄された後、もとの場所から約150メートル西側にある道の駅「あきた港」に設置され、2016年4月29日10時から、うどんそば自販機が営業再開した[42][43]。なお、うどんそば自販機の稼動時間は、24時間営業ではなく、10時から17時までとなる。2016年11月1日から「お持ち帰り用うどん」が販売される[44][45]。
- プロ野球・オリックス・バファローズの吉田輝星が北海道日本ハムファイターズとの仮契約・入団会見にこの場所を選択し、3階ギャラリーの秋田港駅側ガラスにサインを行った。

## 交通
徒歩
東日本旅客鉄道（JR東日本）土崎駅より徒歩約25分。
秋田フェリーターミナルより徒歩5分。
路線バス
秋田駅（西口11番のりば）より秋田中央交通の（115系統）・（119系統）で、セリオン前下車。
自家用車
E7 秋田自動車道 秋田北ICから約15分。
秋田駅から約20分。